# ザ・ゲートウェイ (映画)
『ザ・ゲートウェイ』は、ミシェル・チヴェッタ監督、シェー・ウィガム、オリビア・マン、フランク・グリロが出演するアメリカのクライムスリラー映画。脚本はアレクサンダー・フェリックスが執筆し、元々は『Where Angels Die』というタイトルで、2013年のブラックリストに含まれていた。

## キャスト
- パーカー - シェー・ウィガム[2]
- ダリア - オリビア・マン[2]
- マイク - ザック・エイブリー[2]
- ブルース・ダーン[2]
- フランク・グリロ[3]
- キース・デイヴィッド[3]
- タリン・マニング[3]
- マーク・ブーン・ジュニア[3]

## 製作
本作は、2019年5月にバージニア州ノーフォークで撮影された。